# Casteil
Casteil (kat.: Castell de Vernet) – miejscowość i gmina we Francji, w regionie Oksytania, w departamencie Pireneje Wschodnie.
Według danych na rok 1990 gminę zamieszkiwały 102 osoby, a gęstość zaludnienia wynosiła 3 osoby/km² (wśród 1545 gmin Langwedocji-Roussillon Casteil plasuje się na 800. miejscu pod względem liczby ludności, natomiast pod względem powierzchni na miejscu 143.).

## Zabytki
Zabytki na terenie gminy posiadające status monument historique:
- opactwo św. Marcina du Canigou (Abbaye Saint-Martin du Canigou)

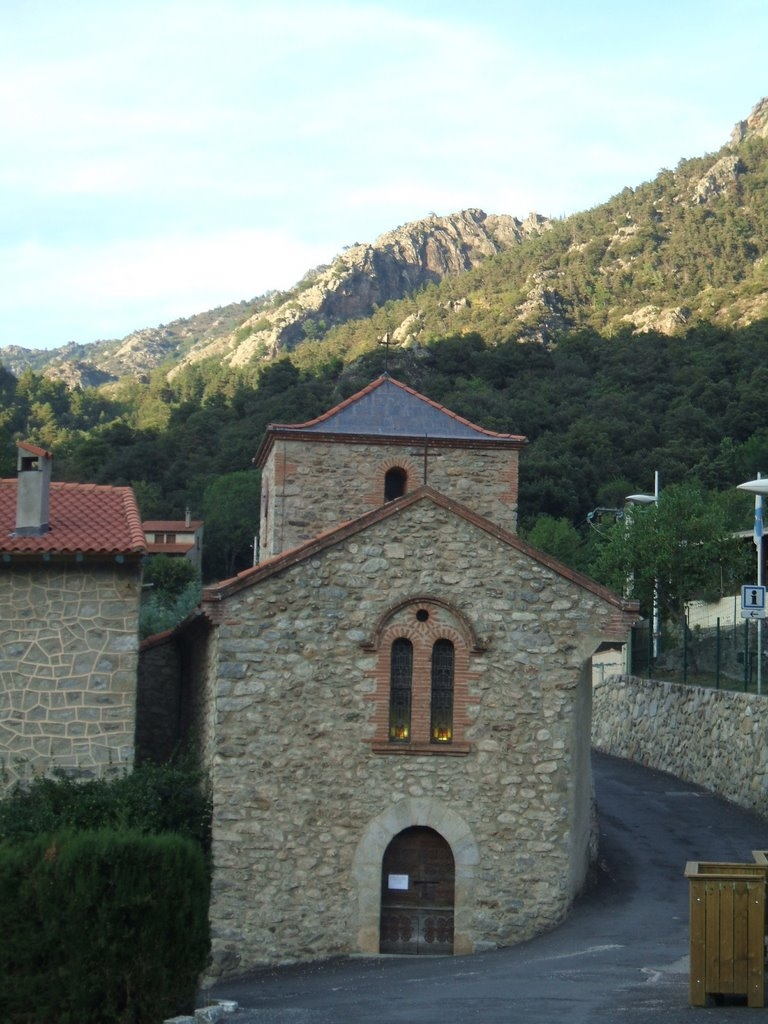
Kościół św. Marcina z XVII wieku w Casteil, 2006

## Populacja

Populacja Casteil w latach 1962–2008